# 16e Gemotoriseerde Korps (Wehrmacht)
Het 16e Gemotoriseerde Korps (Duits: Generalkommando XVI. Armeekorps (mot.)) was een Duits legerkorps van de Wehrmacht tijdens de Tweede Wereldoorlog. Het korps kwam alleen in actie in Polen in 1939 en in de veldtocht in het westen in 1940.

## Krijgsgeschiedenis

### Oprichting
Het 16e Gemotoriseerde Korps werd opgericht op werd opgericht in februari 1938 in Berlijn, in Wehrkreis III.

### 1939

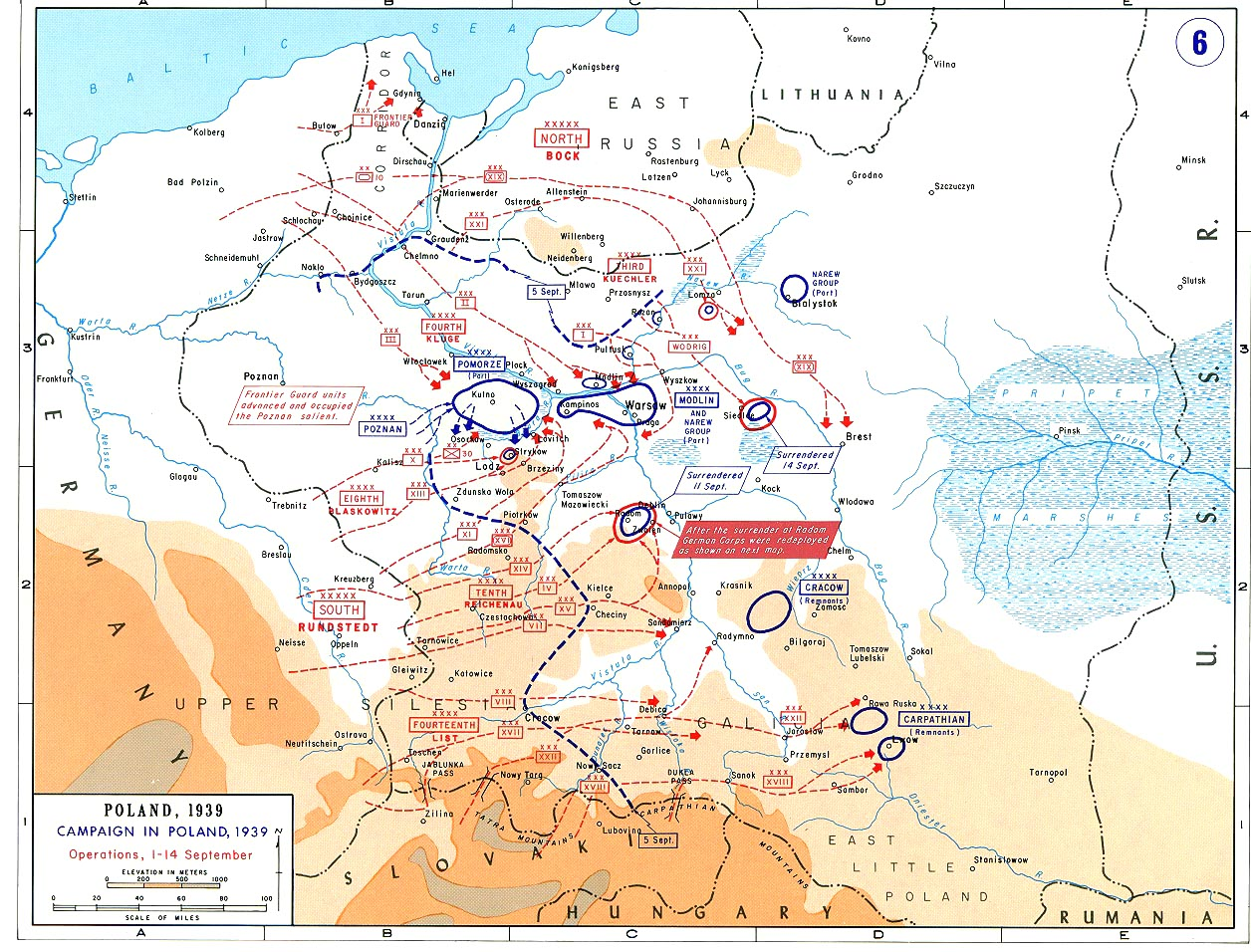
Eerste fase van de Poolse veldtocht

Het korps stond bij het begin van de Polen veldtocht (Fall Weiss), onder bevel van het 10e Leger en beschikte over de 1e en 4e Pantserdivisies, de 13e Gemotoriseerde Divisie en de 31e Infanteriedivisie. Het korps rukte vanaf 1 september 1939 op richting de Warta en kon reeds de volgende dag deze rivier oversteken. Daarna ging het onder zware gevechten richting Radom, dat op 8 september bereikt werd. De volgende dag werden de Weichsel-bruggen bij Dęblin en Kozienice bereikt en daarmee de zak rond vijf Poolse Infanteriedivisies en één Cavaleriebrigade bij Radom dichtgemaakt. Deze gevechten duurden tot 13 september. Een deel van het korps, de 4e Pantserdivisie en de 31e Infanteriedivisie waren richting Warschau opgerukt. Een poging van de 4e Pantserdivisie om de hoofdstad snel in te nemen mislukte. Vanaf 13 september werden de 1e en 4e Pantserdivisies verplaatst naar de Bzura bij Sochaczew. Hier nam het korps tot 19 september deel aan de Slag aan de Bzura. Daarmee eindigde voor het korps de Poolse veldtocht. In december verplaatste het korps zich naar het westen, naar de Nederrijn.

### 1940
Bij het begin van Fall Gelb, de veldtocht in het westen, op 10 mei 1940, lag het korps rond Aken. Het voerde bevel over de 3e en 4e Pantserdivisies en de 4e en 33e Infanteriedivisies. Op de eerste dag rukte het korps op door Zuid-Limburg en stak de Maas over. De volgende dag werd het Albertkanaal ten noorden van Fort Eben-Emael overgestoken. Op 12 en 13 mei kwam het tot zware tankgevechten met de Franse 2e en 3e Lichte Gemechaniseerde Divisies. De Duitse tanks bleken moeite te hebben met de zwaarder gepantserde Franse tegenhangers, maar door tactische beweeglijkheid kreeg het korps de overhand. In de achtervolging op de nu vluchtende Fransen, doorbrak het korps tussen 14 en 16 mei de Dyle-stelling. Vervolgens werd de opmars naar het westen ingezet, waarbij het korps steeds meer deel ging uitmaken van de grote pantserdivisie-concentratie die naar Het Kanaal doorstootte. Tussen 24 mei en 5 juni nam het korps deel aan de Slag om Duinkerke. Na afloop van deze slag werd het korps naar de Somme (rivier) oostelijk van Amiens verplaatst.
Tijdens de tweede fase van de veldtocht, Fall Rot, werd het korps vanaf 5 juni vanuit Amiens gebruikt voor de dorbraak door de Weygand-linie. Daarna volgde een verplaatsing naar oostelijk van Parijs en op 12 juni trok het korps, met de 3e en 4e Pantserdivisies zij aan zij voorop over de Marne bij Château-Thierry en brak daarna geheel los richting het zuidenoosten. Het ging over de Seine, westelijk langs Troyes en op 18 juni werden Dijon en Beaune bereikt. Ten tijde van de Wapenstilstand van 22 juni 1940 had het korps met zijn divisies (3e en 4e Pantserdivisies, 13e Gemotoriseerde Divisie, Regiment "Groß-Deutschland" en SS-Regiment "Adolf Hitler") een positie bereikt rondom Lyon en lag daarmee ver voor de andere Duitse troepen uit. Na afloop van de veldtocht werd het korps al in juli naar de Heimat terug verplaatst. En in September weer verder naar Oost-Pruisen, rond Danzig.
Het 16e Gemotoriseerde Korps werd op 17 februari 1941 in Oost-Pruisen omgevormd in Panzergruppe 4.

## Bovenliggende bevelslagen
| Leger                               | Legergroep       | Plaats/regio              | Begin             | Eind              |
| ----------------------------------- | ---------------- | ------------------------- | ----------------- | ----------------- |
| 10. Armee                           | Heeresgruppe Süd | Radom                     | 1 september 1939  | 9 september 1939  |
| 8. Armee                            | Heeresgruppe Süd | Radom                     | 10 september 1939 | 13 september 1939 |
| 10. Armee                           | Heeresgruppe Süd | Bzura                     | 13 september 1939 | oktober 1939      |
| 6. Armee                            | Heeresgruppe B   | Nederrijn, Aken, België   | november 1939     | 16 mei 1940       |
| 4. Armee                            | Heeresgruppe A   | België, Noord-Frankrijk   | 17 mei 1940       | 30 mei 1940       |
| 18. Armee                           | Heeresgruppe A   | Noord-Frankrijk           | 31 mei 1940       | begin juni 1940   |
| 6. Armee / Panzergruppe von Kleist  | Heeresgruppe B   | Somme                     | begin juni 1940   | 13 juni 1940      |
| 12. Armee / Panzergruppe von Kleist | Heeresgruppe A   | Marne, Seine, Dijon, Lyon | 14 juni 1940      | 5 juli 1940       |
| direct onder bevel                  | Heeresgruppe C   | Frankrijk                 | 6 juli 1940       | juli 1940         |
| direct onder bevel                  | BdE              | Heimat                    | juli 1940         | augustus 1940     |
| 18. Armee                           | Heeresgruppe B   | Oost-Pruisen              | september 1940    | 17 februari 1941  |

## Commandanten

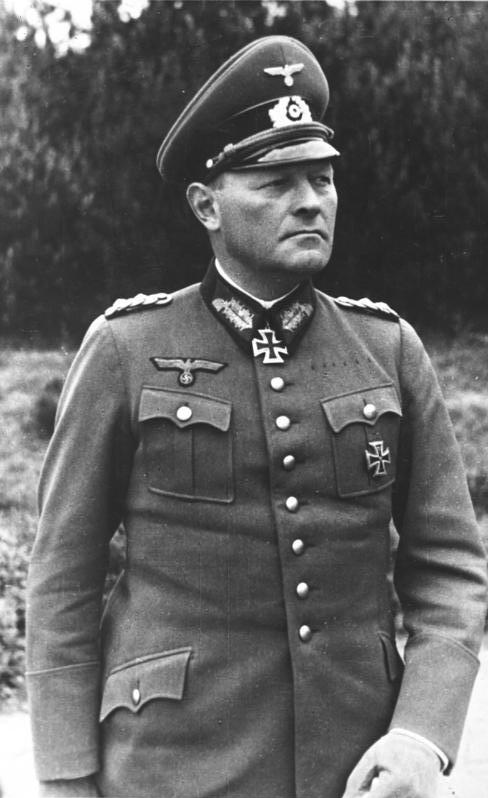
Generaal Erich Hoepner

| Rang                                                      | Naam          | Begin         | Eind             |
| --------------------------------------------------------- | ------------- | ------------- | ---------------- |
| General der Kavallerie Generaloberst (vanaf 19 juli 1940) | Erich Hoepner | februari 1938 | 17 februari 1941 |